# فالتر كوخ (منجم)
والتر كوش (بالألمانية: Walter Koch)‏ هو منجم ألماني، ولد في 18 سبتمبر 1895 في إسلينغن آم نيكار في ألمانيا، وتوفي في 25 فبراير 1970.